# Alberto Campo Baeza
Alberto Campo Baeza (Valladolid, 1946) es un arquitecto español, que fue catedrático de Proyectos de la Escuela de Arquitectura de Madrid de 1986 a 2017, y profesor en la ETH Zürich, EPFL de Lausanne y PENN de Philadelphia; así como también en Dublín, Ithaca, París, Nápoles, Kansas y Washington.

## Biografía

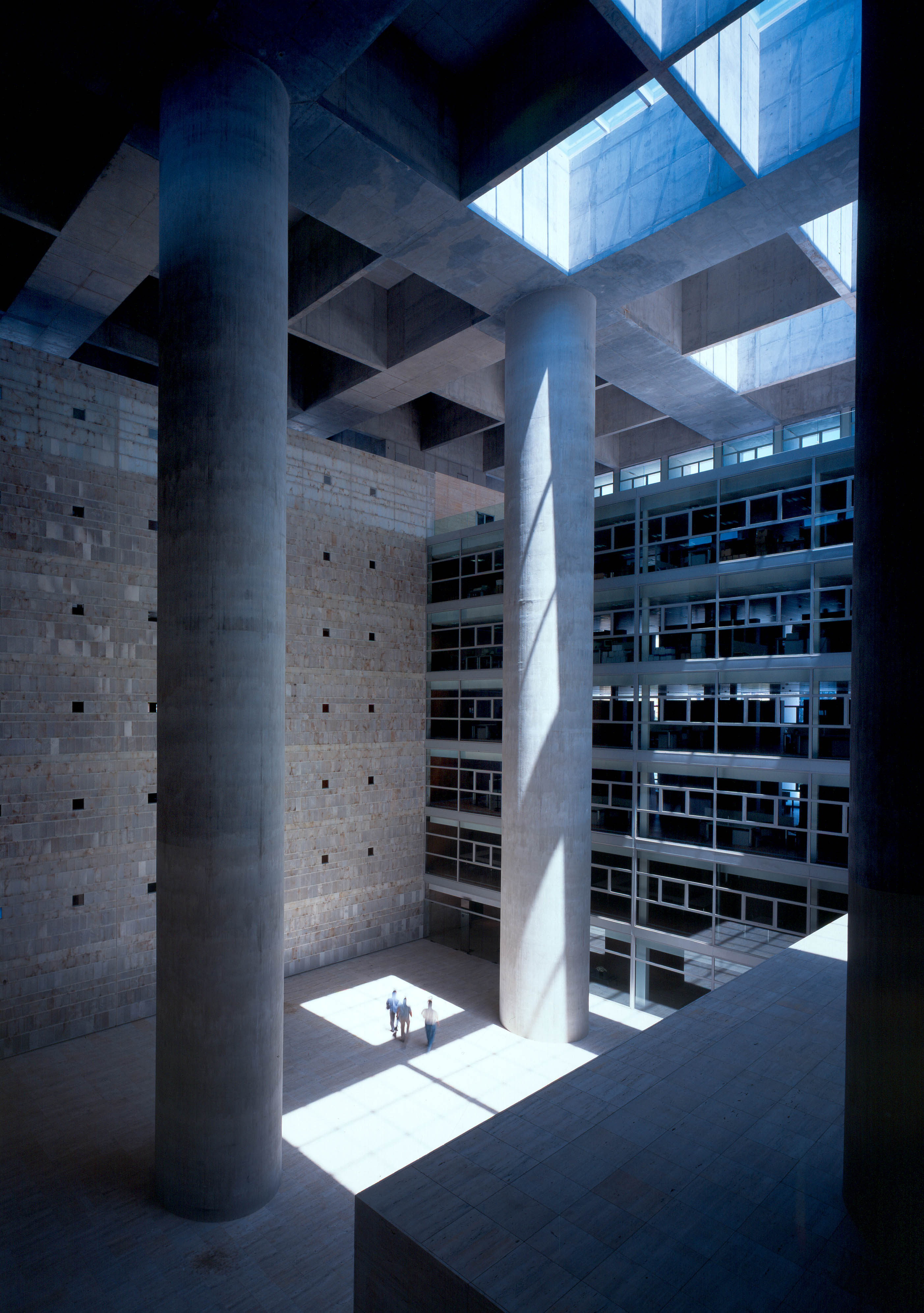
Interior de la Caja de Granada. Fotógrafo: Hisao Suzuki

Nació en Valladolid en 1946, donde su abuelo, Emilio Baeza Eguiluz era arquitecto municipal-autor del Círculo de Recreo de Valladolid; pero desde los dos años vivió en Cádiz, donde su padre trabajaba como cirujano.
Se trasladó a Madrid para iniciar sus estudios de arquitectura en la Escuela Técnica Superior de Arquitectura. Fue compañero de estudios de otros arquitectos como Javier Carvajal, Alejandro de la Sota Martínez, Moneo, Aburto y Cabrero. Comenzó como profesional en el estudio de Julio Cano Lasso y como profesor en la Escuela de Arquitectura de Madrid, ETSAM, junto a Javier Carvajal.
Ha impartido clases en la ETH de Zúrich, la EPFL de Lausanne, o la Universidad de Pensilvania de Philadelphia, en Dublín, Nápoles, Virginia, Copenhague, en la Bauhaus de Weimar, en la Universidad Estatal de Kansas durante el curso 2005-2006 ocupando la Regnier Distinguished Visiting Chair,  y en la CUA University de Washington. Fue investigador visitante de la Universidad de Columbia en Nueva York. En 2016 asistió como profesor invitado en L’Ecole d’Architecture de la UC Louvain en Tournai, Bélgica. En 2017 fue nombrado Clarkson Visiting Chair in Architecture por la Universidad de Buffalo. En 2018, enseñó en la Universidad de Viena.
Ha dado múltiples conferencias por todo el mundo, y le han sido concedidos muchos premios, como el premio TORROJA por Caja Granada o los de la Bienal de Buenos Aires de octubre de 2009 por su Guardería para Benetton en Venecia y por el Museo de la Memoria de Andalucía en Granada. En 2010 fue finalista en los premios FAD con su obra Entre Catedrales. En 2011 fue nombrado Colegiado de Honor por el Colegio de Arquitectos de Cádiz. En 2012 fue nominado para el Premio Mies van der Rohe por el edificio de Oficinas para la Junta de Castilla y León en Zamora y recibió el Premio a la Excelencia Docente de la Universidad Politécnica de Madrid. Y en 2013 ha recibido la Heinrich Tessenow Gold Medal de la Tessenow Society, el Arnold W. Brunner Memorial Prize de la American Academy of Arts and Letters, el International Award Architecture in Stone de Verona y el Royal Instutute of British Architects (RIBA) International Fellowship 2014. En 2015 fue galardonado con el BigMat Awards Berlín y con el Premio de Arquitectura Española Internacional (PAEI 2015). En 2018 ha sido nombrado doctor honoris causa por la Universidad CEU San Pablo, ha recibido el Premio Piranesi de Roma por su trayectoria y ha ganado el concurso para construir el nuevo Liceo Francés de Madrid. Y en 2019 ha sido elegido Honorary Fellow por el American Institute of Architects y ha recibido la Medalla de Oro de la Arquitectura que otorga el Consejo Superior de los Colegios de Arquitectos de España. Ha obtenido el Premio Nacional de Arquitectura de España 2020.
Es Académico de número de la Sección de Arquitectura de la Real Academia de Bellas Artes de San Fernando de España desde el año 2014.
En 2020 recibió la Medalla de Oro de la Arquitectura del CSCAE y el Premio Nacional de Arquitectura del Ministerio de Transportes, Movilidad y Agenda Urbana.

## Publicaciones y exposiciones

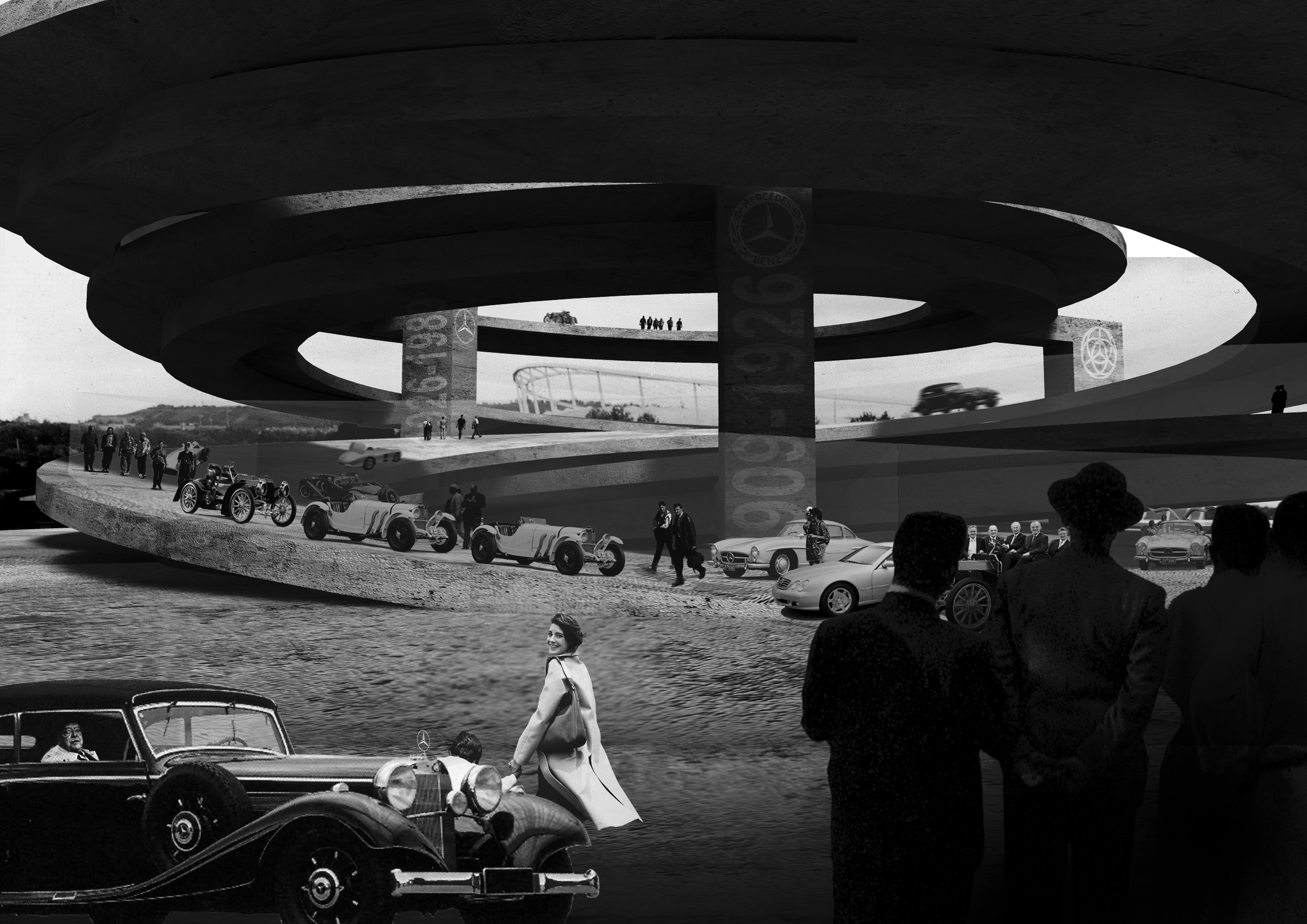
Fotomontaje del Museo Mercedes-Benz

Se han publicado más de 30 ediciones de su libro de textos La idea construida, en varios idiomas. En 2009 se editó una segunda colección de sus textos Pensar con las manos. En 2012 publicó Principia Architectonica, y en 2014, Poetica Architectonica. En 2015, su libro La idea construida ha sido reeditado en inglés y chino, y la editorial Los libros de la Catarata, ha publicado Quiero ser arquitecto. Su obra completa ha sido recogida en un libro editado por Thames & Hudson, así como en TC Cuadernos, en su número 112. En 2016, sus últimos textos han sido publicados bajo el título Varia Architectonica y en 2017 se editó Teaching to teach.
Otros libros de su autoría son: La Estructura de la estructura, Campo Baeza 2, La idea construida, La suspensión del tiempo: diario de un arquitecto, Utilitas Firmitas Venustas, Teaching to teach, El sueño de la razón,Tools : Mecanismos de Arquitectura, etc.
Sus obras han tenido un amplio reconocimiento. Desde las casas Turégano, De Blas o Casa Cala, Madrid, las casas Gaspar, Asencio, Guerrero y la Casa del Infinito en Cádiz y las casas Moliner en Zaragoza y Rufo en Toledo. Y el Centro BIT en Inca-Mallorca o la Caja de Granada y el Museo de la Memoria de Andalucía, MA, ambos en Granada. Y la plaza pública Entre Catedrales en Cádiz, el Polideportivo para la Universidad Francisco de Vitoria en Madrid. Fuera de España, ha construido la Casa Olnick Spanu en Nueva York y la Guardería para Benetton en Venecia. Primer premio por el Centro de Conservación para el Museo del Louvre en Lievin, Francia y, en 2018, primer premio para la ampliación del Liceo Francés de Madrid.
Sus obras se han expuesto:
- En el Crown Hall de Mies en el IIT de Chicago (2003)[9]
- En el Urban Center de Nueva York (2003)
- En la Basílica de Palladio en Vicenza (2004)
- En la Basílica de Santa Irene en Estambul (2005)
- En la Galería MA de Tokio (2009)[10]
- En la Gliptoteca Nacional Griega en Atenas (2010)
- En el Tempietto de San Pietro in Montorio de Roma
- En el Salón de Reinos de Madrid
- En el MAXXI de Roma[11] (2011)
- En la Central House of Artists de Moscú (2011)
- En la American Academy of Arts and Letters de Nueva York (2013)
- En la Fundación Pibamarmi en Vicenza (2013)
- En el Colegio de Arquitectos de Cádiz (2015)
- En el Oris House of Architecture, en Zagreb (2016)
- En la Escuela de Arquitectura de Buffalo (2017)
- En el Patio Herreriano de Valladolid (2017)
- En el Museo de la Universidad de Alicante (2018)

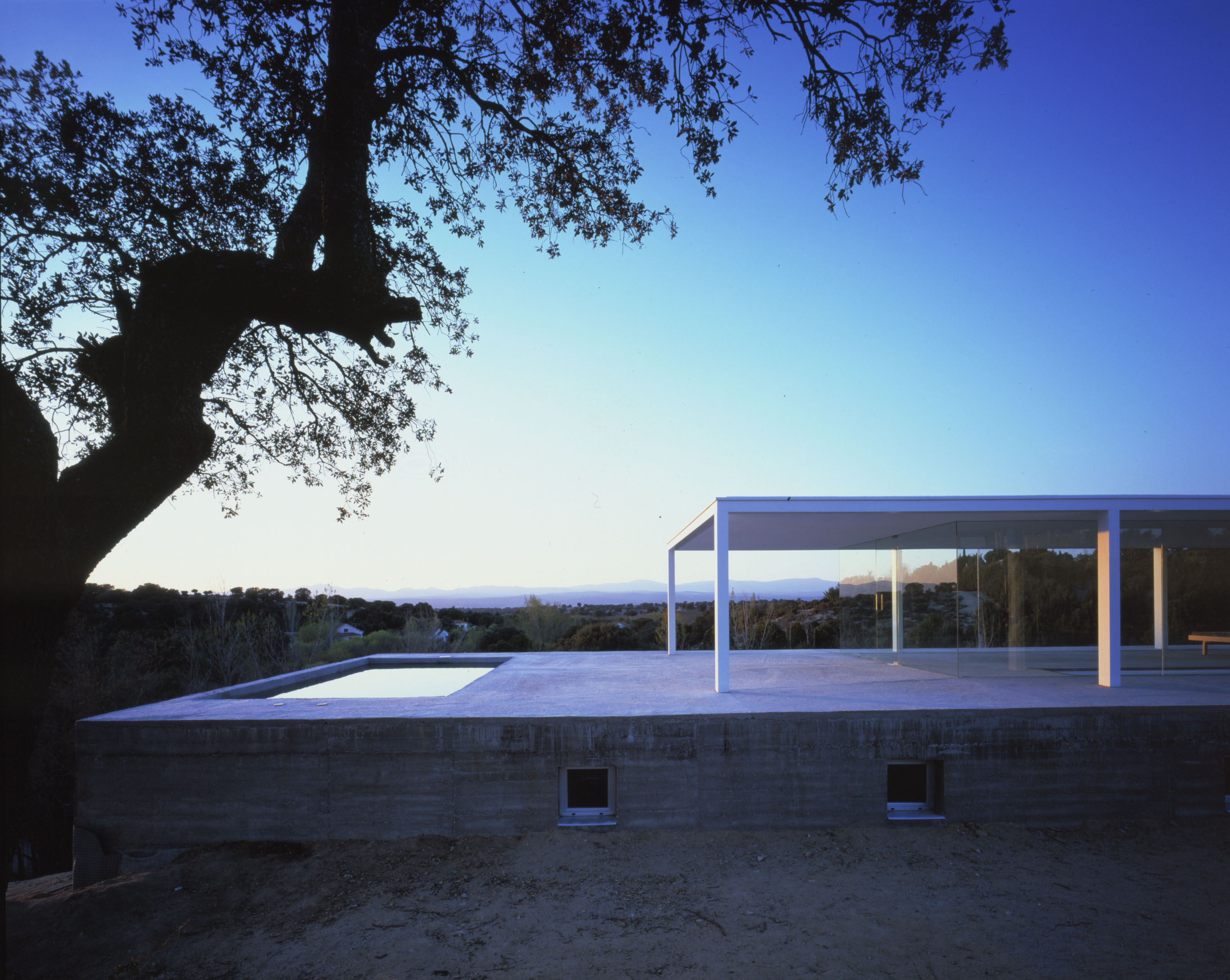
Exterior de la Casa de Blas. Fotógrafo: Hisao Suzuki

## Controversia en caso de corrupción
En 1990 su amigo y arquitecto, Ignacio Vicens, denunció delante del entonces presidente del Partido Popular, José María Aznar, que el miembro del Partido Popular Luis Álvarez había exigido una mordida del 30% de sus honorarios a Alberto Campo por conservar su contrato como arquitecto de un encargo de la Empresa Municipal de la Vivienda y el Suelo de Madrid. Alberto Campo ratificó esta información en enero de 1991.

## Obras más importantes

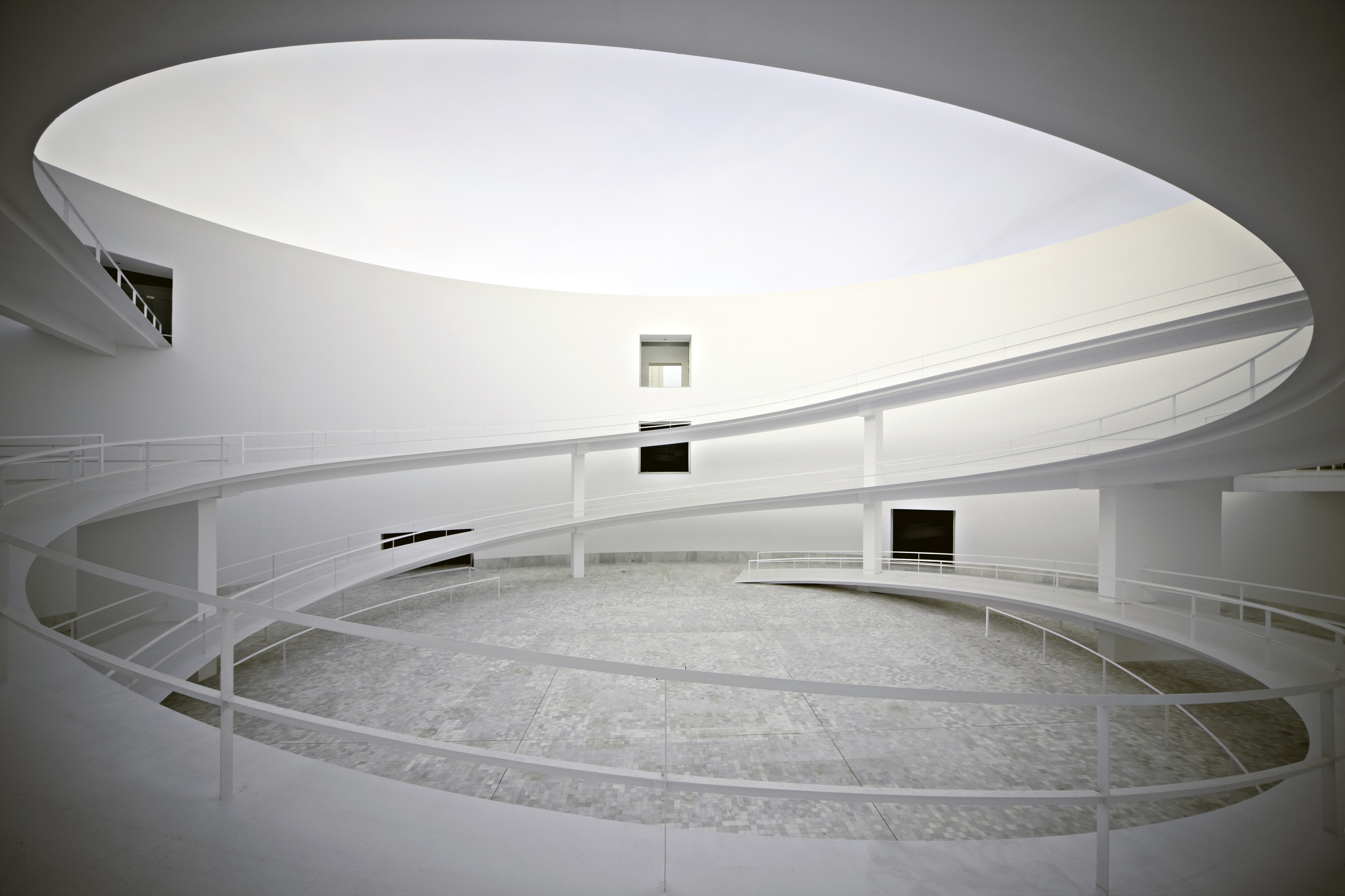
Vista de la rampa del Museo de Andalucía. Fotógrafo: Javier Callejas

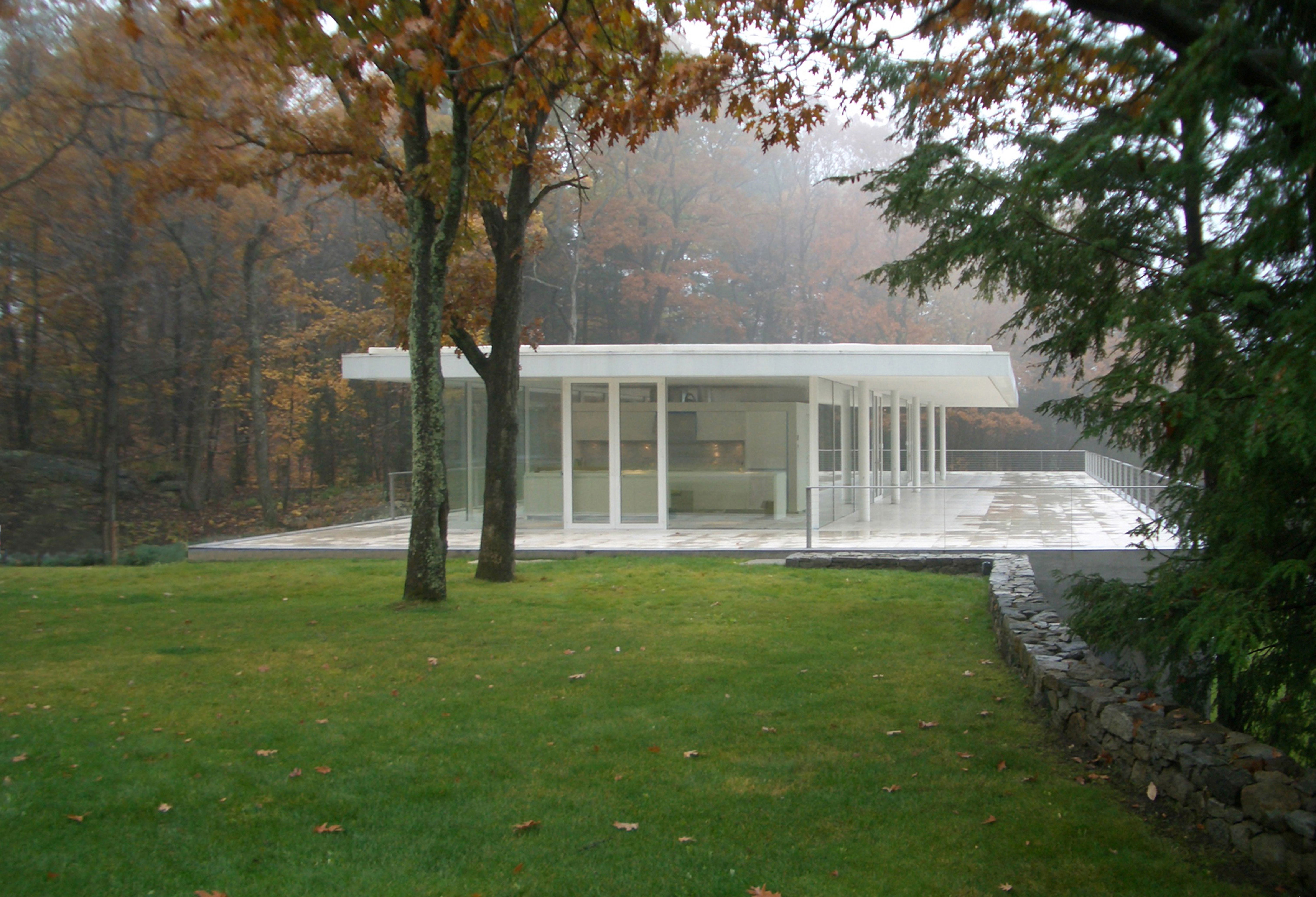
Vista de la Casa Olnik Spanu Foto: Miguel Quismondo

- 2016 Polideportivo y aulario Universidad Francisco de Vitoria, Madrid
- 2016 Domus Aurea (Casa Sorteo TEC), Monterrey, México
- 2015 Casa Cala, Madrid
- 2014 Casa del Infinito, Cádiz
- 2011 Oficinas para la Junta de Castilla y León, Zamora
- 2009 Casa Rufo, Toledo
- 2009 Entre Catedrales, Cádiz
- 2009 Museo de la Memoria de Andalucía, MA, Granada
- 2008 Olnick Spanu House, Garrison, Nueva York, EE. UU.
- 2008 Casa Moliner, Zaragoza
- 2007 Guardería para Benetton, Treviso, Italia
- 2005 Casa Guerrero, Vejer de la Frontera, Cádiz
- 2003 Sede del grupo SM, Boadilla del Monte, Madrid
- 2001 Sede Central de la Caja de Ahorros de Granada, Granada
- 2000 Casa De Blas , Sevilla la Nueva (Madrid)
- 1998 Centro BIT, Inca, Mallorca
- 1992 IES Drago, Cádiz
- 1992 Casa Gaspar, Vejer de la Frontera, Cádiz, incluida en septiembre de 2009 en el Inventario de Bienes Reconocidos del Patrimonio Histórico Andaluz, por resolución de la Dirección General de Bienes Culturales de la Junta de Andalucía.[14]
- 1988 Casa Turégano, Pozuelo de Alarcón, Madrid
- 1977 Casa consistorial, Fene, La Coruña